# كمب الطرية (خنفر)

تعديل مصدري - تعديل

كمب الطريه هي إحدى قرى عزلة جعار بمديرية خنفر التابعة لمحافظة أبين، بلغ تعداد سكانها 299 نسمة حسب تعداد اليمن لعام 2004.